# 格特鲁德·鲍登维沙
格特鲁德·鲍登维沙（Gertrud Bodenwieser，1890年2月3日—1959年11月10日，出生於维也纳；逝世於悉尼），是一名舞蹈员、编舞者、舞蹈老师和表现派舞蹈的先驱。

## 生平

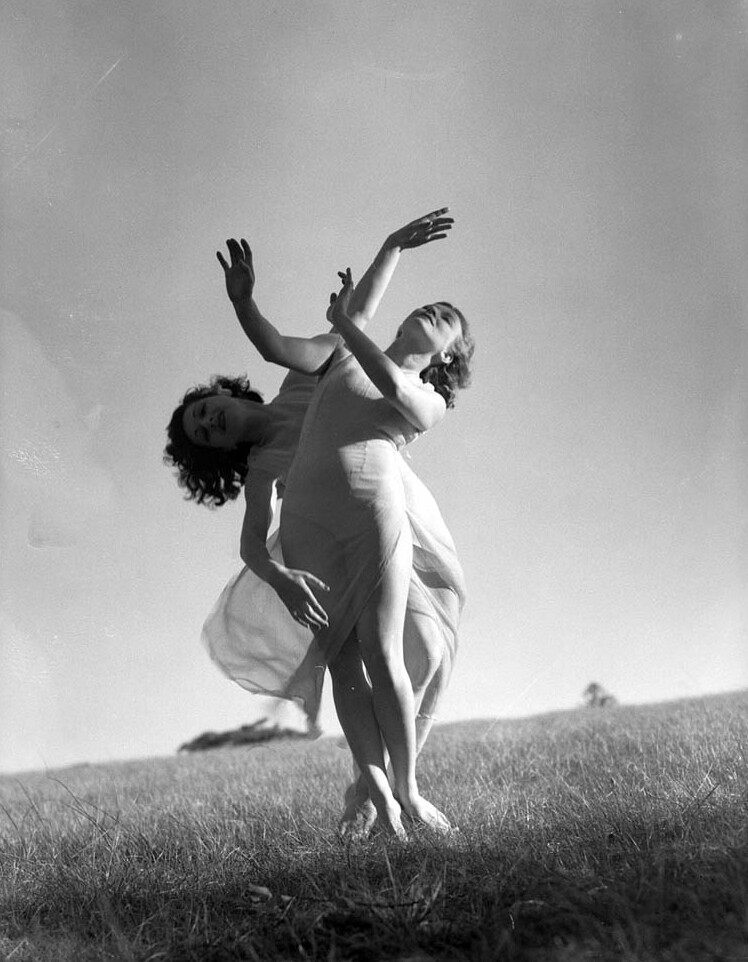
Emmy Towsey (Taussig)和Evelyn Ippen，鲍登维沙芭蕾舞团在悉尼， 澳大利亚1939.年

她是西奥多和玛丽亚·邦迪這對富裕犹太夫妇的女儿，以「格特鲁德·鲍登维沙」的化名开始她的舞蹈生涯，並在维也纳成名。鲍登维沙的芭蕾舞团风格是古典芭蕾，这种舞蹈受到觀众、评论家和青年学生欢迎。她的灵感癞子艾莎道拉·邓肯（Isadora Duncan）和露丝·圣·丹尼斯（Ruth St. Denis）的工作。她最成功的表演之一是‘妖机’，一种看起來像是一群舞者變成一台机器的特殊舞蹈表演。
格特鲁德·鲍登维沙被维也纳的音乐和行为艺术学院任命為教授。她在音乐厅的地下室建立她自己的舞蹈工作室。她的学生散居欧洲各處，形成‘鲍登维沙舞蹈团’。
她的舞蹈作品‘路西弗的面具’，描述陰謀、恐怖和憎恨是政治极权主义的化身，作品在不祥时期因具象体现而著名。
在第二次世界大战以前，格特鲁德·鲍登维沙在1938年和极少数学生一起逃到了哥伦比亚，在那里为了庆祝波哥大建市400周年，她進行了一場表演，觀眾足以塞滿一座斗牛竞技场。后来她移民到澳大利亚，在悉尼從事舞蹈教學。她培育出了澳大利亚最杰出的一些编舞及舞蹈员，其中包括阿妮塔·尔德勒(Anita Ardell)，基思·贝恩(Keith Bain)和玛格丽特·查普尔(Margaret Chapple)。